# Cotxoa verdosa
La cotxoa verdosa (Cochoa viridis) és un ocell de la família dels túrdids (Turdidae).

## Hàbitat i distribució
Habita el sotabosc dels boscos de ribera als vessants de les muntanyes al nord de l'Índia, sud i est de Myanmar, sud-est de la Xina, nord-oest i sud-est de Tailàndia i nord i centre del Vietnam.